# Otto Becker (Diplomat)
Otto Becker (* 4. März 1928 in Schlesien) ist ein ehemaliger deutscher Diplomat, der unter anderem als Botschafter der Deutschen Demokratischen Republik (DDR) in den asiatischen Staaten Nordkorea (1963 bis 1964) und dem Irak (1987 bis 1990) sowie in den afrikanischen Staaten Ägypten (1977 bis 1981) und Simbabwe (1981 bis 1983) amtierte.

## Biographie
Der gebürtige Schlesier war Mitglied der Sozialistischen Einheitspartei Deutschlands (SED), absolvierte ein Studium der Außenpolitik an der Deutschen Akademie für Staats- und Rechtswissenschaft (DASR) und trat im Jahr 1950 in den Diplomatischen Dienst der DDR ein. Er arbeitete zwischen 1954 und 1957 in der Botschaft im albanischen Tirana unter Erhard Scheffler und Kurt Prenzel sowie zwischen 1958 und 1962 als Sektorenleiter bzw. (seit Ende 1960) Abteilungsleiter der für Südosteuropa zuständigen 3. Europäischen Abteilung im Ministerium für Auswärtige Angelegenheiten (MfAA).
Becker wurde am 11. Januar 1963 auf Vorschlag des Präsidiums des Ministerrats der DDR durch den Vorsitzenden des Staatsrats der DDR, Walter Ulbricht, als Nachfolger von Kurt Schneidewind zum „Außerordentlichen und Bevollmächtigten Botschafter der Deutschen Demokratischen Republik in der Koreanischen Volksdemokratischen Republik“ (Nordkorea) ernannt und am 6. März 1963 akkreditiert; dazu überreichte er dem Vorsitzender des Präsidiums der Obersten Volksversammlung, Ch’oe Yong-gŏn (Zoi En Gen), sein Beglaubigungsschreiben. Nach knapp anderthalb Jahren, in denen unter anderem ein gemeinsamer Arbeitsplan für die kulturelle und wissenschaftliche Zusammenarbeit beider Länder unterzeichnet wurde, wurde Becker am 20. August 1964 an gleicher Stelle zum Abschiedsbesuch empfangen; ihm folgte als Botschafter Horst Brie. Becker übernahm anschließend als Sekretär der Betriebsparteiorganisation (BPO) wiederum eine verantwortliche Funktion und wurde im Jahr 1970 zum Leiter der Hauptabteilung „Schulung und Kader“ (Bereichsleiter) beim MfAA; zugleich war Becker auch Mitglied des Kollegiums des Ministeriums, einem hochrangigen internen Beraterkreis von Außenminister Oskar Fischer.
Seit dem 16. Oktober 1977, dem Tag der Übergabe des Beglaubigungsschreibens an den ägyptischen Staatspräsidenten Anwar as-Sadat sowie in Anwesenheit des Vizepräsidenten Husni Mubarak und des Außenministers Ismail Fahmi, amtierte Becker als „Außerordentlicher und Bevollmächtigter Botschafter der Deutschen Demokratischen Republik in der Arabischen Republik Ägypten“ (ARÄ); am 9. April 1981 erfolgte die Akkreditierung als erster DDR-Botschafter in der Republik Simbabwe durch die Übergabe des Beglaubigungsschreibens an den simbabwischen Präsidenten Canaan Banana in der Hauptstadt Salisbury. In den folgenden Jahren wurden die bilateralen Beziehungen beider Länder gestärkt, unter anderem auch durch die Bildung eines gemeinsamen Wirtschaftsausschusses. Becker knüpfte Kontakte zu hochrangigen Mitgliedern der regierenden Partei ZANU-PF, darunter Premierminister Robert Mugabe, Gesundheitsminister Munyaradzi, Staatsminister Emmerson Mnangagwa, Entwicklungsminister Cephas Msipa und Finanzminister C. E. C. Sanyangare. Mugabes Staatsbesuch beim Vorsitzenden des Staatsrats der DDR, Erich Honecker, zum Ausbau der „Zusammenarbeit für die Friedenssicherung und zum Nutzen beider Völker“ im Mai 1983 wurde durch Botschafter Becker begleitet. Am 6. Oktober 1983 wurde Hans-Georg Schleicher als Nachfolger in der Funktion des DDR-Botschafters in Simbabwe akkreditiert.
Vier Jahre später, am 21. Dezember 1987, übergab Becker dem stellvertretenden Vorsitzenden des Revolutionären Kommandorats, Izzat Ibrahim ad-Duri, sein Beglaubigungsschreiben zum DDR-Botschafter in der Republik Irak. Erich Honecker verurteilte im Januar 1988 „entschieden die jüngsten schweren Terrorakte Tel Avivs in den von Israel okkupierten arabischen Gebieten, die zu zahlreichen Opfern unter der arabischen Zivilbevölkerung geführt haben“. Diese Nachricht überbrachte Becker persönlich an Jassir Arafat, der sich für „die solidarische Haltung der DDR an der Seite des palästinensischen Volkes und der PLO“ bedankte. Becker begleitete Mitte Mai 1988 den Staatsbesuch des stellvertretenden irakischen Ministerpräsidenten und Außenministers, Tariq Aziz, in die DDR. Seine Amtszeit endete mit der Auflösung der Deutschen Demokratischen Republik im Oktober 1990.

## Auszeichnungen
- 1964 (Oktober): Vaterländischer Verdienstorden in Bronze („in Anerkennung hervorragender Verdienste bei der Festigung und Stärkung des internationalen Ansehens der DDR“)[15]
- 1970 (Mai): Banner der Arbeit („in Anerkennung hervorragender Verdienste beim Aufbau und bei der Entwicklung der sozialistischen Gesellschaftsordnung und der Stärkung der DDR“)[16]
- 1973 (Dezember): Vaterländischer Verdienstorden in Silber („in Würdigung hervorragender Verdienste beim Aufbau und bei der Entwicklung der sozialistischen Gesellschaftsordnung und der Stärkung der DDR“)[17]
- 1983 (April): Stern der Völkerfreundschaft in Silber („in Würdigung besonderer Verdienste um die Verständigung und die Freundschaft der Völker und um die Erhaltung des Friedens“)[18]
- 1988 (April): Vaterländischer Verdienstorden in Gold („in Würdigung hervorragender Verdienste beim Aufbau und bei der Entwicklung der sozialistischen Gesellschaftsordnung und der Festigung der Freundschaft zwischen den Völkern“)[19]